# Kawada Jun
Kawada Jun (jap. 川田 順; * 15. Januar 1882 in Tokio; † 22. Januar 1966) war ein japanischer Wirtschaftsmanager und Lyriker.
Kawada studierte Politikwissenschaften an der Universität Tokio. 1907 trat er in den Sumitomo-Konzern ein, wo er bis 1930 zum Posten eines Management-Direktors aufstieg. Bereits in seiner Jugend befasste sich Kawada unter Anleitung des Dichters Sasaki Nobutsuna mit der Tanka-Dichtung.  Während seiner Tätigkeit bei Sumitomo betreute er die Tanka-Rubrik des hauseigenen Magazins Seika und veröffentlichte eine eigene Gedichtsammlung unter dem Titel Gigeiten.
Nach dem Ausscheiden bei Sumitomo 1936 wurde er Tanka-Lehrer des japanischen Kronprinzen und Selektor für die Gedichtlesungs-Zeremonie zum Neujahr am kaiserlichen Hof. Neben Gedichten verfasste er auch Arbeiten über die Dichter Saigyō und Fujiwara no Sadaie (Fujiwara-no-Teika)  sowie die Autobiographie Sumitomo Kaisōki. 1943 wurde er mit dem Asahi-Preis ausgezeichnet. Er ist auf dem Friedhof des Tōkei-ji-Tempels in Kamakura begraben.